# Rainwater Cassette Exchange EP
Rainwater Cassette Exchange é um EP do grupo de indie rock Deerhunter. Foi gravado no Brooklyn com o produtor Nicolas Vernhes. Ela estava disponível para download digital em 18 de maio de 2009 e em CD e vinil em 8 de junho, nos Estados Unidos pela Kranky Records e pela 4AD em outros países.
| Críticas profissionais                                                      | Críticas profissionais |
| Avaliações da crítica                                                       | Avaliações da crítica  |
| Fonte                                                                       | Avaliação              |
| --------------------------------------------------------------------------- | ---------------------- |
| allmusic                                                                    | [ 2 ]                  |
| Esta tabela precisa de ser acompanhada por texto em prosa. Consulte o guia. |                        |

## Faixas
1. "Rainwater Cassette Exchange" - 2:23
2. "Disappearing Ink" - 2:22
3. "Famous Last Words" - 2:15
4. "Game of Diamonds" - 3:14
5. "Circulation" - 5:04